# ليو لي (منافسة ألعاب القوى)
ليو لي (بالصينية: 刘丽) هي منافسة ألعاب القوى صينية، ولدت في 12 مارس 1971.

## وصلات خارجية
- ليو لي على موقع الاتحاد الدولي لألعاب القوى (الإنجليزية)
- ليو لي على موقع أوليمبيديا (الإنجليزية)